# Campeonato Sul-Americano de Atletismo de 1963
O Campeonato Sul-Americano de Atletismo de 1963 foi a 22ª edição do evento, organizado pela CONSUDATLE entre os dias 29 de junho a 7 de julho na cidade de Cali, na Colômbia. Essa foi a primeira vez em que o país sediou a competição. 

## Medalhistas

### Masculino
| Evento                      | Ouro                           | Ouro    | Prata                             | Prata   | Bronze                        | Bronze  |
| --------------------------- | ------------------------------ | ------- | --------------------------------- | ------- | ----------------------------- | ------- |
| 100 metros                  | Arquímedes Herrera · Venezuela | 10.2    | Joe Satow · Brasil                | 10.4    | Alfonso da Silva · Brasil     | 10.7    |
| 200 metros                  | Arquímedes Herrera · Venezuela | 20.9    | Hortensio Fucil · Venezuela       | 21.0    | Gerardo Di Tolla · Peru       | 21.2    |
| 400 metros                  | Hortensio Fucil · Venezuela    | 46.7    | Juan Carlos Dyrzka · Argentina    | 47.6    | Víctor Maldonado · Venezuela  | 48.5    |
| 800 metros                  | Oscar Rivera · Colômbia        | 1:52.2  | José Neira · Colômbia             | 1:52.9  | Leslie Mentor · Venezuela     | 1:53.1  |
| 1 500 metros                | Álvaro Mejía · Colômbia        | 3:53.5  | José Neira · Colômbia             | 3:54.4  | José Azevedo · Brasil         | 3:55.9  |
| 5 000 metros                | Osvaldo Suárez · Argentina     | 14:59.8 | Harvey Borrero · Colômbia         | 15:00.5 | Domingo Amaisón · Argentina   | 15:01.2 |
| 10 000 metros               | Osvaldo Suárez · Argentina     | 31:09.6 | Domingo Amaisón · Argentina       | 31:17.0 | Luiz Caetano · Brasil         | 31:20.9 |
| Meia maratona               | Luiz Caetano · Brasil          | 1:09:41 | Luis Navas · Colômbia             | 1:09:55 | Hernán Barreneche · Colômbia  | 1:11:29 |
| 110 metros barreiras        | Juan Muñoz · Venezuela         | 15.0    | José Telles da Conceição · Brasil | 15.2    | Cleomenes da Cunha · Brasil   | 15.5    |
| 400 metros barreiras        | Juan Carlos Dyrzka · Argentina | 51.0    | Víctor Maldonado · Venezuela      | 51.5    | Anubes da Silva · Brasil      | 51.8    |
| 3.000 metros com obstáculos | Domingo Amaisón · Argentina    | 9:13.0  | Sebastião Mendes · Brasil         | 9:28.7  | José Primo · Brasil           | 9:29.7  |
| 4×100 metros estafetas      | Brasil                         | 40.9    | Colômbia                          | 41.2    | Argentina                     | 41.6    |
| 4×400 metros estafetas      | Venezuela                      | 3:13.0  | Brasil                            | 3:14.7  | Argentina                     | 3:15.3  |
| Salto em altura             | Roberto Abugattás · Peru       | 1.97    | Eleuterio Fassi · Argentina       | 1.94    | Manuel César · Brasil         | 1.88    |
| Salto à vara                | Mario Eleusippi · Argentina    | 4.10    | César Quintero · Colômbia         | 3.80    | Marcelo de Souza · Brasil     | 3.70    |
| Salto em comprimento        | Héctor Thomas · Venezuela      | 7.22    | Juan Muñoz · Venezuela            | 7.16    | Roberto Caravaca · Venezuela  | 6.97    |
| Salto triplo                | Asnoldo Devonish · Venezuela   | 15.09   | José López · Venezuela            | 15.01   | Mário Gomes · Brasil          | 14.90   |
| Arremesso de peso           | José Jacques · Brasil          | 15.08   | Luis Di Cursi · Argentina         | 15.06   | Dagoberto González · Colômbia | 14.02   |
| Lançamento de disco         | Dagoberto González · Colômbia  | 48.84   | Daniel Cereali · Venezuela        | 47.85   | Luis Di Cursi · Argentina     | 46.37   |
| Lançamento do martelo       | Daniel Cereali · Venezuela     | 56.07   | Roberto Chapchap · Brasil         | 55.08   | Orlando Guaita · Chile        | 54.64   |
| Lançamento do dardo         | Héctor Thomas · Venezuela      | 64.79   | Walter de Almeida · Brasil        | 63.49   | Patricio Etcheverry · Chile   | 63.18   |
| Decatlo                     | Héctor Thomas · Venezuela      | 6825    | Cleomenes da Cunha · Brasil       | 6269    | Roberto Caravaca · Venezuela  | 5991    |

### Feminino
| Evento                  | Ouro                         | Ouro  | Prata                          | Prata | Bronze                       | Bronze |
| ----------------------- | ---------------------------- | ----- | ------------------------------ | ----- | ---------------------------- | ------ |
| 100 metros              | Erica da Silva · Brasil      | 12.0  | Margarita Formeiro · Argentina | 12.1  | Susana Ritchie · Argentina   | 12.3   |
| 200 metros              | Erica da Silva · Brasil      | 24.3  | Susana Ritchie · Argentina     | 25.2  | Marta Buongiorno · Argentina | 25.4   |
| 80 metros com barreiras | Emilia Dyrzka · Argentina    | 11.5  | Leda dos Santos · Brasil       | 11.5  | Maria Teixeira · Brasil      | 11.8   |
| 4×100 metros estafetas  | Brasil                       | 47.6  | Argentina                      | 47.8  | Colômbia                     | 49.8   |
| Salto em altura         | Maria da Conceição · Brasil  | 1.58  | Aída dos Santos · Brasil       | 1.58  | Irenice Rodrigues · Brasil   | 1.50   |
| Salto em comprimento    | Mabel Farina · Argentina     | 5.74  | Iris dos Santos · Brasil       | 5.37  | Gisela Vidal · Venezuela     | 5.31   |
| Arremesso de peso       | Ingeborg Pfüller · Argentina | 12.82 | Vera Trezoitko · Brasil        | 12.43 | Maria da Conceição · Brasil  | 12.31  |
| Lançamento de disco     | Ingeborg Pfüller · Argentina | 46.36 | Isolina Vergara · Colômbia     | 39.42 | Ingeborg Mello · Argentina   | 39.05  |
| Lançamento do dardo     | Marlene Ahrens · Chile       | 44.67 | Aída dos Santos · Brasil       | 38.29 | Carmen Brea · Venezuela      | 37.93  |

## Quadro de medalhas
| Ordem | País      | Medalha de ouro | Medalha de prata | Medalha de bronze | Total |
| ----- | --------- | --------------- | ---------------- | ----------------- | ----- |
| 1     | Venezuela | 10              | 5                | 6                 | 21    |
| 2     | Argentina | 9               | 7                | 7                 | 23    |
| 3     | Brasil    | 7               | 12               | 12                | 31    |
| 4     | Colômbia  | 3               | 7                | 3                 | 13    |
| 5     | Chile     | 1               | 0                | 2                 | 3     |
| 6     | Peru      | 1               | 0                | 1                 | 2     |

Legenda
| Recorde mundial       | Recorde mundial (World record)               |                       | Recorde africano                      | Recorde africano (African) |                                           | Q | Classificado por posição (Qualified) |
| Recorde do campeonato | Recorde do campeonato (Championship record)  | Recorde da América    | Recorde da América (Americas)         | q                          | Classificado por melhor tempo (Qualified) |   |                                      |
| Melhor marca do ano   | Melhor marca do ano (World leading)          | Recorde asiático      | Recorde asiático (Asian)              | DNS                        | Não largou (Did not start)                |   |                                      |
| Recorde nacional      | Recorde nacional (National record)           | Recorde europeu       | Recorde europeu (European)            | DNF                        | Não terminou (Did not finish)             |   |                                      |
| Recorde pessoal       | Recorde pessoal do atleta (Personal best)    | Recorde da Oceania    | Recorde da Oceania (Oceania)          | DSQ / DQ                   | Desclassificado (Disqualified)            |   |                                      |
| Recorde da temporada  | Recorde da temporada do atleta (Season best) | Recorde sul-americano | Recorde sul-americano (South America) | NM                         | Sem marca (No mark)                       |   |                                      |